# Nekrolog 1797
Nekrolog
◄◄
| ◄
| 1793
| 1794
| 1795
| 1796
| 1797 | 1798 | 1799 | 1800 | 1801 | ► | ►►
Weitere Ereignisse | Allgemeiner Nekrolog 1797
Die Beschreibung der verstorbenen Person sollte so kurz wie möglich gehalten sein und nur deren signifikante Tätigkeit(en) enthalten.
Neue Namen ggf. auch unter dem Geburts- und Sterbedatum, also etwa unter 1. Januar und im Geburts- und Sterbejahr (2024) eintragen (nur bei entsprechender großer Wichtigkeit). Für Beispiele siehe die schon vorhandenen Artikel.
Außerdem über die fünf zuletzt Verstorbenen, zu denen es einen ausreichend guten Artikel für eine Präsentation auf der Hauptseite gibt, nach der todesbedingten Überarbeitung der Artikel ggf. auch unter Wikipedia Diskussion:Hauptseite informieren und sie am besten auch in den anderen Wikipedia-Sprachversionen eintragen. Tipp: Regelmäßig bei news.google.de nach „ist tot“, „gestorben“ oder „verstorben“ suchen.
Wenn eine Person gestorben ist, gibt es viele Seiten zu dieser Person in der Wikipedia, die davon auch betroffen sind und entsprechend aktualisiert werden müssen. Beispiele: Namenübersichtsseite, Geburtsjahr, Geburtsort-Seiten und viele mehr.
Wie finde ich die betroffenen Seiten?
Im Suchfeld auf der linken Seite gibt man den Suchbegriff so ein: „Vorname Nachname“. Dann klickt man auf Volltext und alle Seiten mit entsprechendem Suchtext werden aufgerufen. Hier sieht man dann schnell, wo auch das Todesjahr Sinn macht oder sogar ein Teil des Artikels angepasst werden muss. Auch hilft das „Werkzeug“ auf der linken Seite sehr gut, um solche Seiten aufzufinden: „Links auf diese Seite“. Somit ist die Wikipedia wieder aktuell in allen Bereichen! Hinweis: bei Eintragung der Kategorie „Gestorben JAHR“ wird der Missbrauchsfilter 49 ausgelöst, was jedoch nicht schlimm ist. Siehe: Spezial:Missbrauchsfilter/49
Dies ist eine Liste von im Jahr 1797 verstorbenen bekannten Persönlichkeiten. Die Einträge erfolgen innerhalb der einzelnen Daten alphabetisch sortiert. Tiere sind im Nekrolog für Tiere zu finden.

## Januar
| Tag        | Name                                                     | Beruf, bekannt als                                                              | Alter | Beleg |
| ---------- | -------------------------------------------------------- | ------------------------------------------------------------------------------- | ----- | ----- |
| 1. Januar  | Elisabeth Sulzer                                         | Dame der Gesellschaft                                                           | 64    |       |
| 3. Januar  | Friedrich Georg Oye                                      | deutscher Verwaltungsjurist, Zeichner und Radierer                              | 36    |       |
| 5. Januar  | Johann Heinrich Oden                                     | niedersächsischer Bildhauer der frühen Neuzeit                                  |       |       |
| 5. Januar  | Ewald George von Pirch                                   | preußischer Justizjurist, zuletzt Hofgerichtspräsident in Köslin                | 68    |       |
| 7. Januar  | Carl Anton von Barth                                     | Bürgermeister von München und Landschaftskanzler                                | 38    |       |
| 10. Januar | Ignazio Marabitti                                        | italienischer Bildhauer                                                         | 78    |       |
| 10. Januar | Jemima Yorke, 2. Marchioness Grey                        | britische Peeress                                                               | 73    |       |
| 11. Januar | Francis Lightfoot Lee                                    | Unterzeichner der Unabhängigkeitserklärung der Vereinigten Staaten für Virginia | 62    |       |
| 12. Januar | Johann Michael Bernhold                                  | deutscher Mediziner und Philologe                                               | 61    |       |
| 13. Januar | Elisabeth Christine von Braunschweig-Wolfenbüttel-Bevern | Ehefrau Friedrichs II. von Preußen und Königin von Preußen                      | 81    |       |
| 14. Januar | Johann Samuel Diterich                                   | deutscher Kirchenlieddichter                                                    | 75    |       |
| 15. Januar | Johan Magnus Lannerstjerna                               | schwedischer Schriftsteller und Librettist                                      | 38    |       |
| 16. Januar | Claude-Joseph-Alexandre Bertrand                         | französischer Architekt                                                         | 63    |       |
| 16. Januar | Hermann Heinrich Roeck                                   | Kaufmann und Ratsherr der Hansestadt Lübeck                                     |       |       |
| 18. Januar | Heinrich Johann Nepomuk von Crantz                       | österreichischer Mediziner und Botaniker                                        | 74    |       |
| 19. Januar | Friedrich Kapff                                          | deutscher Mineraloge und Beamter                                                | 37    |       |
| 21. Januar | Gerhard Julius Coners                                    | deutscher evangelischer Theologe                                                | 66    |       |
| 21. Januar | Friedrich Muhl                                           | deutscher Fernkaufmann und Ratsherr in Danzig                                   | 64    |       |
| 25. Januar | Franz Anton Hillebrandt                                  | österreichischer Architekt                                                      | 77    |       |
| 26. Januar | Johannes Petrus Bonfig                                   | deutscher Ordensgeistlicher, Musiker und Komponist                              | 66    |       |
| 27. Januar | Peter Arnold Mumm                                        | deutscher Unternehmer                                                           | 63    |       |
| 28. Januar | Constantin Franz Florian Anton von Kauz                  | österreichischer Historiker                                                     | 61    |       |
| 30. Januar | Antoni Barceló                                           | spanischer Seefahrer                                                            | 79    |       |
| 30. Januar | Johann Abraham Sixt                                      | deutscher Komponist der Klassik                                                 | 40    |       |
| 31. Januar | Carl Ludwig Traugott Glaeser                             | deutscher Komponist und Kirchenmusiker                                          | 49    |       |

## Februar
| Tag         | Name                                      | Beruf, bekannt als                                                     | Alter | Beleg |
| ----------- | ----------------------------------------- | ---------------------------------------------------------------------- | ----- | ----- |
| 1. Februar  | James Duane                               | US-amerikanischer Jurist und Politiker                                 | 63    |       |
| 1. Februar  | Friedrich Christian Karl von Holwede      | preußischer Generalmajor                                               | 71    |       |
| 1. Februar  | Hans Strøm                                | norwegischer Naturforscher und Topograph                               | 71    |       |
| 6. Februar  | Christian Wink                            | deutscher Maler                                                        | 58    |       |
| 7. Februar  | Johann Jacob Fechter                      | Schweizer Bauingenieur, Baumeister und Geodät des Barock und Rokoko    | 79    |       |
| 7. Februar  | Beverley Randolph                         | US-amerikanischer Politiker                                            | 31    |       |
| 8. Februar  | Johann Friedrich Doles                    | deutscher Komponist und Thomaskantor                                   | 81    |       |
| 8. Februar  | Wenzel Linck                              | böhmischer Jesuit und Missionar in Baja California                     | 60    |       |
| 12. Februar | Antoine Dauvergne                         | französischer Komponist, Violinist und Operndirektor                   | 83    |       |
| 14. Februar | Claude-Marguerite Renart de Fuchsamberg   | französischer Aristokrat und Marineoffizier                            | 58    |       |
| 15. Februar | Christian Nicolaus Naumann                | deutscher Dichter der Anakreontik                                      | 76    |       |
| 16. Februar | Andreas Zach                              | österreichischer Baumeister und Architekt des Klassizistischen Barocks | 60    |       |
| 17. Februar | Maria Anna von Sachsen                    | Prinzessin von Polen von Sachsen, durch Heirat bayerische Kurfürstin   | 68    |       |
| 20. Februar | Domenico Merlini                          | polnisch-italienischer Architekt des Klassizismus                      | 66    |       |
| 22. Februar | Hieronymus Carl Friedrich von Münchhausen | Baron Münchhausen                                                      | 76    |       |
| 23. Februar | Johann Gottlieb von Hoffmann              | königlich preußischer Generalmajor im Husaren-Regiment Nr. 5           |       |       |
| 23. Februar | Gustav Ludwig von der Marwitz             | preußischer Offizier, zuletzt Generalleutnant                          | 66    |       |
| 24. Februar | Johann Christian Rind                     | deutscher Kaufmann und Stifter                                         | 70    |       |
| 25. Februar | Johann Friedrich Jünger                   | deutscher Lustspieldichter                                             | 41    |       |
| 26. Februar | Hermann Becker                            | deutscher Rechtswissenschaftler                                        | 77    |       |
| 26. Februar | William Cadogan                           | englischer Arzt                                                        |       |       |
| 26. Februar | August von Limburg-Stirum                 | Fürstbischof                                                           | 75    |       |
| Februar     | Pasquale Anfossi                          | italienischer Opernkomponist                                           | 69    |       |

## März
| Tag      | Name                                                  | Beruf, bekannt als | Alter | Beleg |
| -------- | ----------------------------------------------------- | --- | ----- | ----- |
| 1. März  | Franz Xaver von Breuner                               | Passauer Offizial für das Land unter der Enns; von Fürstbischof von Lavant, Domdekan von Salzburg, Fürstbischof von Chiemsee                                                       | 73    |       |
| 2. März  | Horace Walpole, 4. Earl of Orford                     | britischer Schriftsteller, Politiker und Künstler | 79    |       |
| 3. März  | Yves Joseph de Kerguelen de Trémarec                  | französischer Seefahrer und Entdecker | 63    |       |
| 3. März  | Friedrich Albrecht Carl Hermann von Wylich und Lottum | preußischer Offizier, zuletzt General der Kavallerie sowie Domherr zu Halberstadt                                                                                                  | 76    |       |
| 4. März  | Ferdinand Maria von Baader                            | deutscher Mediziner, Philosoph und Naturforscher | 50    |       |
| 5. März  | Ludwig von Angelelli de Malvezzi                      | preußischer Generalmajor und Führer eines Freibataillons, Generalleutnant und Chef eines Grenadier-Regiments in Hessen-Kassel                                                      |       |       |
| 5. März  | Johann Philipp Julius Rudolph                         | deutscher Mediziner und Hochschullehrer | 67    |       |
| 5. März  | John Gabriel Stedman                                  | schottisch-niederländischer Soldat und Autor eines Buches über Suriname | 52    |       |
| 7. März  | Hieronymus Eschenbach                                 | deutscher Mathematiker und Übersetzer | 32    |       |
| 8. März  | Jean Henri Samuel Formey                              | deutscher Theologe, Autor, Philosoph, Enzyklopädist und Ständiger Sekretär der Berliner Akademie der Wissenschaften                                                                | 85    |       |
| 8. März  | John Hall                                             | US-amerikanischer Politiker | 67    |       |
| 8. März  | Johann Jacob Meyen                                    | deutscher Mathematiker, Professor am Akademischen Gymnasium zu Stettin | 65    |       |
| 9. März  | Peter Anton Brentano                                  | deutscher Großkaufmann und Diplomat | 61    |       |
| 9. März  | Wassili Alexejewitsch Paschkewitsch                   | russischer Komponist |       |       |
| 10. März | Gottlob Mathias von Borcke                            | preußischer Generalmajor | 79    |       |
| 10. März | Alexandre Deleyre                                     | französischer Literat und Enzyklopädist | 71    |       |
| 11. März | Vincenz von Barco                                     | österreichischer Feldmarschalllieutenant, kommandierender General von Ungarn, Ritter des Maria-Theresia-Orden sowie Inhaber des Husaren-Regiments Nr. 9 und General der Kavallerie |       |       |
| 12. März | Leopold Hoys                                          | Bamberger Uhrmacher | 83    |       |
| 13. März | Achatz Ferdinand von der Asseburg                     | deutscher Diplomat, ausländischer Hofbeamter | 75    |       |
| 14. März | Elizabeth Hamilton, Countess of Derby                 | britische Adlige und durch Heirat Countess of Derby | 44    |       |
| 16. März | Karl August Wilhelm von Gentzkow                      | preußischer Generalmajor und Ritter des Orden Pour le Mérite |       |       |
| 16. März | Karl Haidinger                                        | österreichischer Mineraloge und Montanwissenschaftler | 40    |       |
| 17. März | Franz von Blacha                                      | preußischer Landrat | 69    |       |
| 18. März | Peter Colomb                                          | preußischer Finanzrat und Präsident der preußisch Kriegs- und Domänenkammer in Aurich                                                                                              | 77    |       |
| 18. März | Friedrich Wilhelm Gotter                              | deutscher Schriftsteller | 50    |       |
| 18. März | Werner von Mirbach                                    | hessen-kasselscher Generalleutnant und Teilnehmer am Amerikanischen Unabhängigkeitskrieg                                                                                           |       |       |
| 19. März | Philip Hayes                                          | englischer Komponist, Organist, Sänger und Dirigent |       |       |
| 19. März | Sophie von Kühn                                       | Verlobte Friedrich von Hardenbergs (Novalis) | 15    |       |
| 21. März | Johann Peter Silberberg                               | Bürgermeister in Elberfeld | 70    |       |
| 24. März | Dietrich von Haas                                     | preußischer Generalmajor |       |       |
| 24. März | Joseph Höß                                            | deutscher Orgelbauer | 52    |       |
| 26. März | James Hutton                                          | schottischer Naturforscher und Geologe | 70    |       |
| 26. März | Philip Christian Ribbentrop                           | deutscher Jurist, Schriftsteller und Chronist | 60    |       |
| 26. März | August Wilhelm von Treskow                            | fürstlich ansbach-bayreuthischer Feldmarschall-Leutnant, preußischer Generalleutnant und zuletzt Oberkommandierender aller Truppen in Ansbach-Bayreuth                             | 77    |       |
| 26. März | Franz Xaver Zinsmeister                               | deutscher Theologe | 55    |       |
| 29. März | Rudolf von Salis-Soglio                               | Stadtvogt und Amtsbürgermeister | 48    |       |
| 30. März | Franz Aumann                                          | österreichischer Komponist | 69    |       |
| 30. März | Jacques-Philippe Bonnaud                              | französischer Divisionsgeneral der Revolutionsarmee | 39    |       |
| 31. März | Benjamin von Amaudruz                                 | preußischer Offizier, zuletzt Generalleutnant |       |       |
| 31. März | Olaudah Equiano                                       | nigerianischer Sklave und Schriftsteller |       |       |
| 31. März | Betty Washington Lewis                                | Schwester von George Washington | 63    |       |

## April
| Tag       | Name                                 | Beruf, bekannt als                                                    | Alter | Beleg |
| --------- | ------------------------------------ | --------------------------------------------------------------------- | ----- | ----- |
| 1. April  | Johann Peter Snell                   | deutscher lutherischer Theologe                                       | 77    |       |
| 2. April  | Ludwig Höpfner                       | deutscher Jurist                                                      | 53    |       |
| 2. April  | Anton Reinisch                       | Sensenschmied in Volders und Sturmhauptmann der Rettenberger Schützen | 34    |       |
| 3. April  | Nonnosius Madlseder                  | Benediktinerpater und Kirchenkomponist im Kloster Andechs             | 66    |       |
| 3. April  | Giacomo Nani                         | Admiral und Politiker der Republik Venedig                            | 72    |       |
| 7. April  | Henricus Johannes Arntzenius         | niederländischer Rechtswissenschaftler                                | 62    |       |
| 10. April | Joseph Canto d’Irles                 | österreichischer Feldmarschallleutnant                                |       |       |
| 12. April | Johann Georg Bach                    | deutscher Organist                                                    | 45    |       |
| 12. April | Josef Anton Steffan                  | Komponist, Musikpädagoge                                              | 71    |       |
| 13. April | Jakob von Bernuth                    | preußischer Kriegs- und Domänensteuerrat                              | 67    |       |
| 14. April | Gualtherus Michael van Nieuwenhuizen | alt-katholischer Erzbischof von Utrecht                               |       |       |
| 15. April | Pedro Melo de Portugal y Villena     | Vizekönig des Río de la Plata                                         | 63    |       |
| 18. April | Georg Friedrich von Böhmer           | deutscher Diplomat im Dienste Preußens                                | 57    |       |
| 18. April | Elhanan Winchester                   | US-amerikanischer Prediger, Vertreter des christlichen Universalismus | 45    |       |
| 23. April | Giovanni Battista Andreoni           | italienischer Opernsänger                                             |       |       |
| 26. April | Johann Friedrich Ludwig Häseler      | deutscher evangelisch-lutherischer Theologe und Mathematiker          | 64    |       |
| 27. April | Heinrich Ludwig                      | Fürst von Nassau-Saarbrücken                                          | 29    |       |
| 27. April | Christoph Moritz von Roëll           | preußischer Generalmajor                                              | 84    |       |
| 29. April | Valentin Hochleitner                 | altösterreichischer Orgelbauer                                        | 79    |       |
| April     | François Racine de Monville          | französischer Verwaltungsbeamter des Königs und Amateurarchitekt      | 62    |       |

## Mai
| Tag     | Name                                    | Beruf, bekannt als                                                                      | Alter | Beleg |
| ------- | --------------------------------------- | --------------------------------------------------------------------------------------- | ----- | ----- |
| 1. Mai  | Johann Baptist von Alxinger             | österreichischer Dichter und Schriftsteller                                             | 42    |       |
| 1. Mai  | Franz Anton von Hartig                  | österreichischer Diplomat, Historiker, Dichter und Geograph                             | 38    |       |
| 7. Mai  | Adolph Heinrich Bose                    | kursächsischer Kammerherr, Hofmarschall der KurfürstinHofbeamter und Rittergutsbesitzer | 62    |       |
| 7. Mai  | Johann Nepomuk von Laicharting          | österreichischer Entomologe und Botaniker                                               | 43    |       |
| 7. Mai  | Jedediah Strutt                         | britischer Textilindustrieller und Erfinder                                             | 70    |       |
| 8. Mai  | Archibald Erskine, 7. Earl of Kellie    | schottisch-britischer Peer und Politiker                                                | 61    |       |
| 12. Mai | Karl Anton Dominik von Otto             | königlich preußischer Generalmajor und zuletzt Kommandant der Festung Cosel             | 73    |       |
| 13. Mai | Anton Friedrich Kahn                    | deutscher Fechtmeister                                                                  |       |       |
| 14. Mai | Giovanni Fagnano                        | italienischer Mathematiker und Geistlicher                                              | 82    |       |
| 14. Mai | Walter Livingston                       | US-amerikanischer Politiker                                                             | 56    |       |
| 14. Mai | Johann Joachim Susemihl                 | deutscher evangelisch-lutherischer Geistlicher                                          |       |       |
| 17. Mai | Michel-Jean Sedaine                     | französischer Bühnendichter                                                             |       |       |
| 19. Mai | Joseph Aloys von Hofstetten             | deutscher Ingenieur und pfalzbayerischer Generalbaudirektor                             | 60    |       |
| 19. Mai | Ernst Christoph von Kaunitz-Rietberg    | Landeshauptmann in Mähren, Hofbeamter und Diplomat                                      | 59    |       |
| 20. Mai | Karl Friedrich Closs                    | Anatom, Chirurg und Hochschullehrer                                                     | 29    |       |
| 25. Mai | Andrew Elliot                           | Gouverneur der britischen Kolonie New York                                              | 68    |       |
| 27. Mai | Johann Friedrich Albinus                | deutscher Beamter                                                                       |       |       |
| 27. Mai | François Noël Babeuf                    | französischer Agitator und Journalist                                                   | 36    |       |
| 27. Mai | Augustin Alexandre Darthé               | französischer Politiker und Revolutionär                                                |       |       |
| 28. Mai | Anton Raaff                             | deutscher Tenor                                                                         | 83    |       |
| 29. Mai | Karl Joseph Bouginé                     | deutscher evangelischer Theologe und Lehrer                                             | 62    |       |
| 29. Mai | Stephan Dorfmeister                     | Maler, dessen Werke vor allem im Burgenland und in Transdanubien entstanden             |       |       |
| 31. Mai | Philipp Caspar Junghans                 | deutscher Arzt und Botaniker                                                            | 58    |       |
| 31. Mai | Marie Louise Nicole de La Rochefoucauld | französische Adlige, Femme de lettres und Salonnière                                    | 80    |       |

## Juni
| Tag      | Name                                   | Beruf, bekannt als                                           | Alter | Beleg |
| -------- | -------------------------------------- | ------------------------------------------------------------ | ----- | ----- |
| 1. Juni  | Johann Friedrich Flattich              | evangelischer Pfarrer und Erzieher                           | 83    |       |
| 2. Juni  | Dominikus von Brentano                 | Schweizer Publizist, Aufklärungstheologe und Bibelübersetzer | 56    |       |
| 6. Juni  | William Hodges                         | englischer Maler                                             | 52    |       |
| 13. Juni | Christian Lofthuus                     | norwegischer Dichter                                         |       |       |
| 13. Juni | Simon-Auguste Tissot                   | Schweizer Arzt                                               | 69    |       |
| 15. Juni | Kaspar Fabian Gottlieb von Luck        | preußischer Generalmajor, Amtshauptmann von Ruppin           | 73    |       |
| 17. Juni | Aga Mohammed Khan                      | persischer König                                             |       |       |
| 21. Juni | Andreas Peter von Bernstorff           | dänischer Staatsmann                                         | 61    |       |
| 21. Juni | Umina Berzeviczy                       | Ehefrau von José Gabriel Condorcanqui                        |       |       |
| 22. Juni | Justus Christian Ludwig von Schellwitz | deutscher Rechtswissenschaftler                              | 61    |       |
| 24. Juni | Johann Nepomuk von Schipp und Branitz  | preußischer Landrat und Landschaftsdirektor                  | 61    |       |
| 26. Juni | Johann Christoph Voigtländer           | deutscher Optiker, Gründer der Firma Voigtländer             | 64    |       |
| 28. Juni | Abraham Fraisse                        | Schweizer Tuchhändler, Kaufmann und Architekt                | 73    |       |
| 28. Juni | Bernhard Rode                          | deutscher Maler                                              | 71    |       |
| 30. Juni | Christian Frederik Hagerup             | norwegischer Pfarrer                                         | 65    |       |

## Juli
| Tag      | Name                                          | Beruf, bekannt als                                                                             | Alter | Beleg |
| -------- | --------------------------------------------- | ---------------------------------------------------------------------------------------------- | ----- | ----- |
| 1. Juli  | Ignaz Christoph Lorber von Störchen           | deutscher Rechtswissenschaftler, Verwaltungsbeamter und Hochschullehrer                        | 72    |       |
| 1. Juli  | Johann Christian Wentzinger                   | deutscher Bildhauer, Maler und Architekt des Rokoko                                            | 86    |       |
| 8. Juli  | François Louis de Bons                        | Schweizer evangelischer Geistlicher und Hochschullehrer                                        | 74    |       |
| 8. Juli  | Johann Götz                                   | altösterreichischer Orgelbauer                                                                 | 62    |       |
| 9. Juli  | Edmund Burke                                  | Schriftsteller, Staatsphilosoph und Politiker                                                  | 68    |       |
| 11. Juli | Ienăchiță Văcărescu                           | walachischer Diplomat, Dichter, Historiker, Romanist und Rumänist                              |       |       |
| 14. Juli | Emmanuel de Rohan-Polduc                      | Großmeister des Souveränen Ritter- und Hospitalordens vom Heiligen Johannes zu Jerusalem       | 72    |       |
| 18. Juli | Johann Georg Ferdinand von Damm               | königlich preußischer Generalmajor, Kommandant von Stettin sowie Amtshauptmann von Tangermünde | 80    |       |
| 21. Juli | Bertrand Pelletier                            | französischer Chemiker                                                                         | 35    |       |
| 21. Juli | Peter Thellusson                              | französisch-britischer Bankier                                                                 |       |       |
| 21. Juli | Johann Heinrich Wloemer                       | deutscher Jurist                                                                               | 71    |       |
| 24. Juli | Johann Jacobé                                 | österreichischer Kupferstecher                                                                 |       |       |
| 25. Juli | Maria Antonia Anna von Hohenzollern-Hechingen | Fürstin zu Fürstenberg                                                                         | 36    |       |
| 27. Juli | Bogislav Ernst von Bonin                      | preußischer Generalleutnant                                                                    |       |       |
| 29. Juli | Christoph Rheineck                            | deutscher Komponist                                                                            | 48    |       |
| Juli     | Nathaniel Lawrence                            | US-amerikanischer Jurist und Politiker                                                         |       |       |

## August
| Tag        | Name                              | Beruf, bekannt als                                                       | Alter | Beleg |
| ---------- | --------------------------------- | ------------------------------------------------------------------------ | ----- | ----- |
| 3. August  | Jeffrey Amherst, 1. Baron Amherst | britischer General                                                       | 80    |       |
| 3. August  | James Davenport                   | US-amerikanischer Jurist und Politiker                                   | 38    |       |
| 6. August  | Johann Matthias von Bernuth       | deutscher Beamter                                                        | 81    |       |
| 7. August  | James Searle                      | US-amerikanischer Politiker                                              |       |       |
| 8. August  | Franz Alexander von Kleist        | Dichter                                                                  | 27    |       |
| 12. August | Gotthelf Greiner                  | Glasmacher und Miterfinder des Thüringer Porzellans                      | 65    |       |
| 12. August | Benedikt Schultz                  | Abt von Neuberg                                                          | 62    |       |
| 17. August | Georg Ludwig Böhmer               | deutscher Rechtswissenschaftler                                          | 82    |       |
| 19. August | Teresa Cornelys                   | italienische Opernsängerin und Unternehmerin                             |       |       |
| 21. August | Benedikt Stattler                 | deutscher katholischer Theologe, Pädagoge und Philosoph                  | 69    |       |
| 22. August | Dagobert Sigmund von Wurmser      | österreichischer Feldmarschall                                           | 73    |       |
| 23. August | Elie Bertrand                     | Schweizer Pfarrer und Naturwissenschaftler                               |       |       |
| 24. August | Egmont von Chasôt                 | preußischer Offizier und später Stadtkommandant der Hansestadt Lübeck    | 81    |       |
| 24. August | Karl Friedrich Adam von Schlitz   | preußischer General der Kavallerie                                       | 63    |       |
| 25. August | Rudolf Albini                     | deutscher Stuckateur                                                     |       |       |
| 25. August | Thomas Chittenden                 | US-amerikanischer Staatsmann und Gouverneur des US-Bundesstaates Vermont | 67    |       |
| 25. August | Jean-Baptiste Louvet de Couvray   | französischer Politiker während der Französischen Revolution             | 37    |       |
| 27. August | Carl Philipp von Venningen        | Regierungspräsident und Oberamtmann                                      |       |       |
| 28. August | Gottfried Less                    | deutscher lutherischer Theologe                                          | 61    |       |
| 28. August | Joseph Wright of Derby            | britischer Maler                                                         | 62    |       |
| 30. August | Carl Christoph August von Pfuel   | preußischer Capitain und Landrat                                         |       |       |

## September
| Tag           | Name                                        | Beruf, bekannt als                                                                | Alter | Beleg |
| ------------- | ------------------------------------------- | --------------------------------------------------------------------------------- | ----- | ----- |
| 3. September  | Josina van Aerssen                          | niederländische Komponistin                                                       | 64    |       |
| 10. September | Mary Wollstonecraft                         | englische Schriftstellerin und Frauenrechtlerin                                   | 38    |       |
| 13. September | Georg Franz Wiesner                         | deutscher katholischer Theologe und Hochschullehrer                               | 66    |       |
| 14. September | Carl Wilhelm Wippermann                     | deutscher Jurist und Hochschullehrer                                              | 66    |       |
| 18. September | Christian Franz von Sachsen-Coburg-Saalfeld | Prinz von Sachsen-Coburg-Saalfeld und General                                     | 67    |       |
| 18. September | Franz Ignaz Oefele                          | deutscher Maler und Radierer                                                      | 76    |       |
| 19. September | Johann Friedrich Daube                      | deutscher Komponist, Musiktheoretiker und Lautenist der Vorklassik                |       |       |
| 19. September | Lazare Hoche                                | französischer General der Revolutionszeit                                         | 29    |       |
| 21. September | Asaf-ud-Daula                               | Gouverneur bzw. Nawab von Avadh (1759–1775)                                       | 48    |       |
| 21. September | Karl Schallhas                              | österreichischer Maler                                                            |       |       |
| 21. September | Dominikus Schramm                           | Ordensgeistlicher und Kirchenrechtler                                             | 73    |       |
| 22. September | Christiane Becker-Neumann                   | deutsche Schauspielerin                                                           | 18    |       |
| 26. September | Whitmell Hill                               | US-amerikanischer Politiker                                                       | 54    |       |
| 28. September | Gunning Bedford                             | US-amerikanischer Politiker und Gouverneur des Bundesstaates Delaware (1796–1797) | 55    |       |
| 28. September | Samuel Luther von Geret                     | deutscher evangelischer Theologe, Jurist und Politiker                            | 67    |       |
| 30. September | Friedrich Christoph Jonathan Fischer        | deutscher Historiker und Rechtswissenschaftler                                    | 47    |       |

## Oktober
| Tag         | Name                            | Beruf, bekannt als                                                                             | Alter | Beleg |
| ----------- | ------------------------------- | ---------------------------------------------------------------------------------------------- | ----- | ----- |
| 3. Oktober  | Andreas Balzar                  | deutscher Räuber                                                                               | 28    |       |
| 4. Oktober  | Georg Bodenschatz               | deutscher evangelischer Theologe                                                               | 80    |       |
| 4. Oktober  | Anthony Keck                    | britischer Architekt                                                                           |       |       |
| 6. Oktober  | Johann Matthäus Hassencamp      | deutscher evangelischer Theologe, Orientalist und Mathematiker                                 | 49    |       |
| 9. Oktober  | Gaon von Wilna                  | Rabbi und Gelehrter                                                                            | 77    |       |
| 10. Oktober | Carter Braxton                  | US-amerikanischer Gründervater                                                                 | 61    |       |
| 11. Oktober | Christian Ludwig von Kenitz     | preußischer Generalleutnant, Erbherr auf Falkenberg                                            | 73    |       |
| 14. Oktober | Hans Ernst von Hardenberg       | deutscher Freimaurer                                                                           | 68    |       |
| 15. Oktober | Bernd Jakob von Arnim           | preußischer Beamter und Numismatiker                                                           | 78    |       |
| 17. Oktober | Nikolaus Albrecht von Baehr     | königlich preußischer Generalmajor                                                             | 79    |       |
| 18. Oktober | George Lorenz von Pirch         | preußischer Generalmajor                                                                       | 67    |       |
| 21. Oktober | Casper Friedrich von Gähler     | dänischer Generalmajor                                                                         | 61    |       |
| 21. Oktober | Philipp August Kulenkamp        | deutscher Jurist                                                                               |       |       |
| 21. Oktober | Johann Christian Anton Theden   | preußischer Militärarzt, Chirurg und Naturforscher                                             | 83    |       |
| 23. Oktober | Joseph Reiner                   | österreichischer römisch-katholischer Geistlicher, Botaniker, Entomologe und Mineraliensammler |       |       |
| 26. Oktober | Johann Carl Friedrich von Block | preußischer Oberst                                                                             | 62    |       |
| 27. Oktober | Louise Desgarcins               | französische Schauspielerin                                                                    | 28    |       |
| 28. Oktober | Christoph Gottfried Ringe       | deutscher Maler und Graphiker                                                                  | 84    |       |
| 29. Oktober | Christoph Ludwig Kämmerer       | deutscher Naturforscher                                                                        | 41    |       |

## November
| Tag          | Name                            | Beruf, bekannt als                                      | Alter | Beleg |
| ------------ | ------------------------------- | ------------------------------------------------------- | ----- | ----- |
| 1. November  | Hermann Bräss                   | deutscher evangelischer Pfarrer und Zeitungsherausgeber | 59    |       |
| 4. November  | Charles Gautier de Vinfrais     | französischer Jurist, Ökonom und Enzyklopädist          | 92    |       |
| 13. November | Friedrich Ludwig von der Trenck | preußischer Generalmajor                                | 66    |       |
| 14. November | Januarius Zick                  | deutscher Maler und Architekt des Barock                | 67    |       |
| 15. November | Wilhelm Sigismund von Tettau    | preußischer Capitain, Landrat und Landesdirektor        | 70    |       |
| 16. November | Johann August von Arnim         | preußischer Landrat                                     | 74    |       |
| 16. November | Friedrich Wilhelm II.           | König von Preußen (1786–1797)                           | 53    |       |
| 21. November | Pietro Pompeo Sales             | italienischer Komponist                                 | ≈68   |       |
| 25. November | Johann Jakob Sober              | deutscher Rechtswissenschaftler                         | 83    |       |
| 26. November | Andrew Adams                    | US-amerikanischer Politiker                             | 61    |       |
| 26. November | Iwan Iwanowitsch Schuwalow      | russischer Graf, Zarinliebhaber und Universitätsgründer | 70    |       |
| 27. November | Carl Christian Agthe            | deutscher Komponist und Organist                        | 35    |       |
| 27. November | Johann Baptist Wendling         | deutscher Komponist der Mannheimer Schule und Flötist   | 74    |       |

## Dezember
| Tag          | Name                                     | Beruf, bekannt als                                                         | Alter | Beleg |
| ------------ | ---------------------------------------- | -------------------------------------------------------------------------- | ----- | ----- |
| 1. Dezember  | Christoph Friedrich von Schöning         | königlich preußischer Generalmajor im Kürassier-Regiment Nr. 2             |       |       |
| 1. Dezember  | Oliver Wolcott                           | Gründervater der USA                                                       | 71    |       |
| 4. Dezember  | Francesco Gennari                        | italienischer Anatom und Entdecker des Gennari-Streifens                   | 47    |       |
| 5. Dezember  | Balthasar Ludwig Christian von Wendessen | preußischer Generalleutnant, Gouverneur von Neiße und zuletzt von Warschau | 73    |       |
| 6. Dezember  | Daniel Woge                              | deutscher Maler und Zeichner                                               |       |       |
| 11. Dezember | Emanuel Witz                             | Schweizer Maler                                                            | 80    |       |
| 12. Dezember | Friedrich Erdmann                        | deutscher Adliger, Herzog von Anhalt-Köthen                                | 66    |       |
| 13. Dezember | Louis Legendre                           | Politiker während der Französischen Revolution                             | 45    |       |
| 14. Dezember | John Robert Cozens                       | englischer Maler                                                           |       |       |
| 15. Dezember | Konstantin Nathanael von Salenmon        | preußischer Generalleutnant und Kommandant der Zitadelle Wesel             | 87    |       |
| 16. Dezember | Maria Barbara Wäser                      | Schauspielerin und Theaterleiterin                                         |       |       |
| 17. Dezember | Jean-Baptiste Annibal Aubert du Bayet    | französischer Politiker und General                                        | 40    |       |
| 19. Dezember | Jakob Friedrich von Berg                 | preußischer Generalmajor                                                   | 63    |       |
| 21. Dezember | Christoph Regelsberger                   | österreichischer Jesuit und Dichter                                        | 63    |       |
| 22. Dezember | Giovanni Marco Rutini                    | italienischer Komponist                                                    | 74    |       |
| 22. Dezember | Gustav Johann von Welczeck               | preußischer Landrat                                                        | 46    |       |
| 23. Dezember | Friedrich Eugen                          | Herzog von Württemberg                                                     | 65    |       |
| 25. Dezember | Gottfried Joseph Horn                    | Erbmüller und Instrumentenbauer                                            | 58    |       |
| 26. Dezember | John Wilkes                              | britischer Politiker, Journalist und Schriftsteller                        | 70    |       |
| 28. Dezember | Léonard Duphot                           | französischer Poet und General                                             | 28    |       |
| 29. Dezember | Anton Adam Bachschmid                    | österreichisch-deutscher Komponist                                         | 69    |       |
| 30. Dezember | Juan de Ayala                            | spanischer Offizier                                                        | 52    |       |
| 30. Dezember | Heinrich Julius Tode                     | deutscher Theologe, Pädagoge, Dichter, Mykologe, Architekt und Zeichner    | 64    |       |

## Datum unbekannt
| Tag | Name                           | Beruf, bekannt als                                                                            | Alter | Beleg |
| --- | ------------------------------ | --------------------------------------------------------------------------------------------- | ----- | ----- |
|     | Bernhard Breunig               | deutscher Benediktinerabt                                                                     |       |       |
|     | William Cumming                | US-amerikanischer Politiker                                                                   |       |       |
|     | Arthur Donaldson               | US-amerikanischer Schiffsbauer und Erfinder                                                   |       |       |
|     | Düdul Dorje                    | tibetischer Lama                                                                              |       |       |
|     | Franz Caspar Benedikt Egloff   | österreichischer Arzt und Professor an der Universität Innsbruck                              |       |       |
|     | Samuel Enderby                 | britischer Unternehmer, Händler und Gründer des Walfangunternehmens Samuel Enderby & Sons     |       |       |
|     | Franz von Gemmingen            | Grundherr in Steinegg und Tiefenbronn sowie Ritterrat im Ritterkanton Neckar-Schwarzwald      |       |       |
|     | Gasparo Ghiretti               | italienischer Komponist und Geiger                                                            |       |       |
|     | Ludwig Michael von Jeney       | General während des Siebenjährigen Krieges                                                    |       |       |
|     | Johann Heinrich Keppele        | deutscher Auswanderer und erster Präsident der German Society of Pennsylvania in Philadelphia |       |       |
|     | Clemens August von Kleist      | kurkölnischer Generalleutnant                                                                 |       |       |
|     | Ignaz Franz Xaver Kürzinger    | deutscher Komponist und Musiker                                                               |       |       |
|     | Franz Lidtmann                 | deutscher Maler des Barock                                                                    |       |       |
|     | Rageth Mathis                  | Schweizer Glockengiesser in Chur                                                              |       |       |
|     | Juan Manuel Olivares           | venezolanischer Komponist                                                                     |       |       |
|     | Siegmund Adrian von Rothenburg | deutscher Naturforscher (Entomologe)                                                          |       |       |
|     | Anton Ludwig Stürler           | Berner Offizier und Magistrat                                                                 |       |       |
|     | Clayton Tarleton               | britischer Kaufmann und Politiker                                                             |       |       |
|     | Peter Van Gaasbeck             | US-amerikanischer Politiker                                                                   |       |       |
|     | Molla Pənah Vaqif              | aserbaidschanischer Staatsmann und Dichter                                                    |       |       |
|     | Henry Venn                     | britischer Prediger der Church of England                                                     |       |       |
|     | Justin Vulliamy                | schweizerisch-englischer Uhrmacher                                                            |       |       |
|     | Yuan Mei                       | chinesischer Dichter, Gourmet und Autor eines chinesischen Kochbuchs                          |       |       |